# Akbu
Akbu – miasto w północnej Algierii, w prowincji Bidżaja.